# 东坪乡 (资兴市)
东坪乡，是中华人民共和国湖南省郴州市资兴市下辖的一个乡镇级行政单位。

## 行政区划
东坪乡下辖以下地区：
东坪社区、周塘村、大水口村、新坳村、乐桥村、湖洞村、窖前村和东坪村。